# Castrul roman de la Săpata de Jos (1)
Castrul roman de la Săpata se află aproape de hotarul cu localitatea vecină, Lunca Corbului.

## Tezaurul de la Săpata de Jos
Un important tezaur monetar a fost descoperit în interiorul castrului roman de către Vasile Christescu, în perioada 1929-1930. Tezaurul constă în 44 monede de argint, 16 denari și 28 antoninieni, și a fost descoperit ascuns într-o ulcică din lut îngropată în agger. Monedele datează din perioada cuprinsă între domniile împăraților Septimius Severus și Gordian al III-lea. 
„Tezaurul de la Săpata de Jos” a fost găsit în praetentura, aflată în partea de nord a castrului. Structura pe emitenți a acestui tezaur este următoarea: Septimius Severus (4,54%), Elagabalus (6,81%), Severus Alexander (22,72%), Maximinus Thrax (4,54%) și Gordianus III (61,36%). Tezaurul de la Săpata de Jos constituie un caz aparte, deoarece conține o cantitate foarte mare de monede emise în timpul lui Gordianus III, 61,36%, fapt nemaiîntâlnit la nici un tezaur încheiat cu monedă bătută de acesta. Monedele conținute provin, în mod evident, din soldă, probabil una plătită nu cu mult timp înainte de ascunderea depozitului monetar.